# The Mandalorian and Grogu
The Mandalorian and Grogu é um futuro filme americano dirigido por Jon Favreau e coestrito por Favreau e Dave Filoni. Produzido pela Lucasfilm e distribuído pela Walt Disney Studios Motion Pictures, ele faz parte da franquia Star Wars e é uma continuação da série de televisão The Mandalorian, do Disney+. O filme é estrelado por Pedro Pascal como Din Djarin / O Mandaloriano, ao lado de Sigourney Weaver, Jeremy Allen White e Jonny Coyne.
Favreau e Filoni escreveram uma quarta temporada de The Mandalorian em fevereiro de 2023, mas a produção da temporada foi atrasada pelas disputas trabalhistas de Hollywood em 2023. Durante esse período, a Lucasfilm reavaliou seus planos para a franquia e decidiu priorizar um filme de The Mandalorian ao invés da quarta temporada. The Mandalorian and Grogu foi anunciado em janeiro de 2024. As filmagens começaram na Califórnia em agosto de 2024 e foram concluídas em dezembro do mesmo ano.
The Mandalorian and Grogu está programado para ser lançado nos Estados Unidos em 22 de maio de 2026.

## Elenco
- Pedro Pascal como Din Djarin / O Mandaloriano: Um caçador de recompensas mandaloriano nos confins da galáxia.[1]
- Grogu: o pupilo do Mandaloriano que é um bebê da mesma espécie de Yoda. Grogu é criado com animatrônicos e marionetes, aumentados com efeitos visuais.[2][3]
- Sigourney Weaver[4]
- Jeremy Allen White como Rotta the Hutt: O filho do senhor do crime Jabba the Hutt.[5]

- Jonny Coyne como um senhor da guerra imperial: O líder de uma facção de remanescentes do Império Galáctico.[6]

O personagem Garazeb "Zeb" Orrelios da série animada Star Wars Rebels também aparece, assim como membros da espécie Anzellan.

## Produção

### Antecedentes
O diretor Jon Favreau apresentou uma ideia que teve para uma série de televisão de Star Wars com mandalorianos à presidente da Lucasfilm, Kathleen Kennedy, em 2017. Dave Filoni, produtor executivo da série animada Star Wars: The Clone Wars (2008–2020) e Star Wars Rebels (2014–2018), também estava criando uma série com foco nos mandalorianos e Kennedy sugeriu que trabalhassem juntos. Isso levou à criação de The Mandalorian, a primeira série de televisão live-action de Star Wars, que estreou com o lançamento do serviço de streaming Disney+ em novembro de 2019. Logo após a estreia, o CCO do Walt Disney Studios, Alan Horn, disse que um filme com o caçador de recompensas titular da série, Din Djarin, poderia ser desenvolvido se a série fosse um sucesso. No mês seguinte, Favreau disse que havia uma oportunidade de explorar os personagens da série em filmes de Star Wars ou em uma série de televisão derivada.
A recompensa do Mandaloriano no início da série é “a Criança”, coloquialmente conhecida como “Bebê Yoda” pelos espectadores, que é um bebê da mesma espécie de Yoda. O personagem foi criado com animatrônicos e marionetes, com efeitos visuais. Ele se torna o pupilo do Mandaloriano, e, na segunda temporada, é revelado que se chama Grogu. Em setembro de 2020, Giancarlo Esposito, co-estrela de The Mandalorian, disse que a segunda temporada estabelece as bases para “a profundidade e a amplitude que virão na terceira e na quarta temporada”. No mês seguinte, Favreau e o astro Pedro Pascal disseram que estavam abertos à participação do Mandaloriano em um filme de Star Wars, mas Favreau não tinha pressa em fazer isso. Favreau começou a escrever a quarta temporada no final de maio de 2022 e concluiu os roteiros com Filoni em fevereiro de 2023. As filmagens da temporada estavam programadas para começar em setembro daquele ano, mas foram adiadas pelas disputas trabalhistas de Hollywood em 2023. Em novembro, Filoni revelou que agora era diretor de criação da Lucasfilm e estaria diretamente envolvido no planejamento de futuros filmes e séries.

### Desenvolvimento
Embora a produção da quarta temporada tenha sido adiada devido às disputas trabalhistas, a Lucasfilm reavaliou seus planos para a franquia e decidiu priorizar um filme do Mandaloriano. O estúdio anunciou o filme, intitulado The Mandalorian and Grogu, para janeiro de 2024. Favreau foi escalado para dirigir, co-escrever com Filoni e produzir com Kennedy, Filoni e Ian Bryce. Esperava-se que as filmagens começassem em junho, tornando-se o primeiro filme de Star Wars a avançar desde que Star Wars: The Rise of Skywalker (2019) encerrou a principal série de filmes da “Saga Skywalker”. Pascal comemorou o anúncio do filme compartilhando a arte conceitual do mesmo no Instagram. Esperava-se que ele reprisasse seu papel como a voz do Mandaloriano, mas não ficou claro se ele estaria fisicamente retratando o personagem — cujo rosto geralmente é escondido por um capacete — e alguns questionaram se sua agenda lotada teria espaço para a produção. Também não ficou claro se a quarta temporada ainda seria produzida, pois havia a possibilidade das futuras histórias do Mandaloriano serem contadas por meio de sequências de filmes, caso o primeiro filme fosse um sucesso.
Durante uma chamada de resultados em fevereiro de 2024, o CEO da Disney Bob Iger disse que o filme provavelmente seria lançado em 2026 e daria início a uma nova série de filmes de Star Wars. Explicando a decisão de avançar com The Mandalorian and Grogu como o próximo filme de Star Wars, Kennedy disse que eles haviam construído um público para o filme por meio do sucesso de The Mandalorian no Disney+ e ela acreditava que o público jovem consideraria o filme como “seu ‘'Star Wars’'” e não se sentiria pressionado a assistir a toda a franquia para ver essa entrada. Também em fevereiro, a Califórnia alocou para a produção US$ 21.755.000 em créditos fiscais do programa estadual de incentivo fiscal para filmagens, uma das maiores alocações da história do programa. Esperava-se que o filme fosse inteiramente produzido no estado, o que seria inédito para um filme teatral de Star Wars, e geraria mais de US$ 166 milhões em despesas qualificadas e salários abaixo da linha de produção no estado. Em abril, a Disney programou o lançamento do filme para 22 de maio de 2026, preenchendo a data de maio de 2026 que o estúdio havia reservado anteriormente para um filme de Star Wars sem título. Sigourney Weaver estava em negociações para se juntar ao elenco um mês depois. Doug Chiang e Andrew L. Jones retornaram de The Mandalorian e seus spin-offs como designers de produção, com Mary Zophres como figurinista depois de trabalhar anteriormente com Favreau em ‘’Homem de Ferro 2‘’ (2010).

### Filmagem
A filmagem estava programada para começar em junho de 2024 na Califórnia, sob o título de produção Thunder Alley, e deveria durar 92 dias. O filme teve aproximadamente 54 membros do elenco, 3 500 figurantes e 500 membros da equipe. Favreau e Filoni disseram no início de agosto que as filmagens haviam começado várias semanas antes. Naquela época, foi revelado que o personagem Garazeb “Zeb” Orrelios de Rebels apareceria junto com a espécie Anzellan de The Rise of Skywalker e da terceira temporada de The Mandalorian. Uma nova versão da Razor Crest, a nave do Mandaloriano que foi destruída na segunda temporada da série, também foi definida para aparecer. Weaver confirmou sua escalação no final de agosto. O fim das filmagens aconteceu no início de dezembro de 2024.

### Pós-produção
Em meados de dezembro de 2024, foi revelado que Jonny Coyne estava reprisando seu papel como um Senhor da Guerra Imperial da terceira temporada de The Mandalorian. Naquela época, Jeremy Allen White foi escalado para dar a voz de Rotta the Hutt, um personagem introduzido pela primeira vez no filme de animação Star Wars: The Clone Wars (2008). Na Star Wars Celebration em abril de 2025, foi revelado que Weaver estava interpretando uma piloto veterana da Aliança Rebelde.

## Marketing
Favreau e Filoni apresentaram as primeiras imagens do filme na convenção D23 da Disney em agosto de 2024. Mais imagens foram exibidas na D23 Brasil em novembro, com Favreau e Filoni aparecendo por meio de uma mensagem de vídeo do set do filme.

## Lançamento
The Mandalorian and Grogu está programado para ser lançado nos Estados Unidos em 22 de maio de 2026.